# An ninh chuỗi cung ứng
An ninh chuỗi cung ứng đề cập đến những nỗ lực tăng cường an ninh của chuỗi cung ứng, hệ thống vận chuyển và hậu cần cho hàng hóa của thế giới.  Nó kết hợp các phương thức truyền thống về quản lý chuỗi cung ứng với các yêu cầu bảo mật được thúc đẩy bởi các mối đe dọa như khủng bố, vi phạm bản quyền và trộm cắp.
Các hoạt động bảo mật chuỗi cung ứng điển hình bao gồm:
- Sự tín nhiệm của những người tham gia trong chuỗi cung ứng
- Sàng lọc và xác nhận nội dung của hàng hóa được vận chuyển
- Thông báo trước về nội dung cho quốc gia đích
- Đảm bảo an ninh cho hàng hóa trong khi quá cảnh thông qua việc sử dụng khóa và niêm phong chống giả mạo
- Kiểm tra hàng hóa nhập cảnh

## Sáng kiến chủ chốt
Có một số sáng kiến bảo mật chuỗi cung ứng ở Hoa Kỳ và nước ngoài, bao gồm:
- Hiệp hội thương mại hải quan chống khủng bố (C-TPAT), một chương trình tuân thủ tự nguyện cho các công ty để cải thiện an ninh của chuỗi cung ứng công ty của họ.[1]
- Tổ chức Hải quan Thế giới (WCO) đã thông qua Khung Tiêu chuẩn để Bảo đảm và Tạo điều kiện cho Thương mại Toàn cầu năm 2005, bao gồm các tiêu chuẩn bảo mật chuỗi cung ứng cho các cơ quan quản lý Hải quan bao gồm các chương trình của nhà điều hành kinh tế được ủy quyền (AEO).
- Sáng kiến An ninh Container (CSI), một chương trình do Cục Hải quan và Bảo vệ Biên giới Hoa Kỳ thuộc Bộ An ninh Nội địa tập trung vào sàng lọc các container tại các cảng nước ngoài.
- Chương trình kiểm soát container toàn cầu (CCP), một sáng kiến chung của Văn phòng Liên hợp quốc về Ma túy và Tội phạm (UNODC) / Tổ chức Hải quan Thế giới (WCO) hoạt động để thiết lập các biện pháp kiểm soát container hiệu quả tại các cảng được chọn trên toàn cầu với mục đích ngăn chặn buôn bán ma túy, hóa chất và hàng lậu khác và để tạo thuận lợi cho thương mại bằng cách tăng cường hợp tác giữa các cộng đồng hải quan, thương mại và thực thi.
- Sàn giao dịch thương mại toàn cầu, một chương trình khai thác dữ liệu của DHS được thiết kế để thu thập thông tin tài chính về các lô hàng, với mục tiêu xác định sự an toàn của các lô hàng.
- Nỗ lực cho các quốc gia trên thế giới thực hiện và thi hành Bộ luật An ninh bến tàu và cảng quốc tế (Bộ luật ISPS), một thỏa thuận của 148 quốc gia là thành viên của Tổ chức Hàng hải Quốc tế (IMO).
- Các sáng kiến thí điểm của các công ty trong khu vực tư nhân để theo dõi và giám sát tính toàn vẹn của các container hàng hóa di chuyển trên khắp thế giới bằng cách sử dụng các công nghệ như RFID và GPS.
- Tổ chức Tiêu chuẩn hóa Quốc tế đã phát hành một loạt các Tiêu chuẩn để thiết lập và quản lý an ninh chuỗi cung ứng.  Đặc điểm kỹ thuật ISO / PAS 28000 cho Hệ thống quản lý bảo mật cho Chuỗi cung ứng, cung cấp cho doanh nghiệp công cộng và tư nhân một tiêu chuẩn quản lý cấp cao quốc tế cho phép các tổ chức sử dụng phương pháp quản lý thống nhất toàn cầu để áp dụng các sáng kiến bảo mật chuỗi cung ứng.  ISO / IEC 20243 là Tiêu chuẩn nhà cung cấp công nghệ tin cậy mở (O-TTPS) (Giảm thiểu các sản phẩm giả mạo và làm giả độc hại) nhằm giải quyết vấn đề bảo mật chuỗi cung ứng và kỹ thuật bảo mật.